# Lee Yeon-hee
Lee Yeon-hee (Gyeonggi, 9 de janeiro de 1988) é uma atriz sul-coreana. A sua agência é a VAST Entertainment. Ela fez sua primeira aparição em Moon Hee-joon vídeo da música "ALONE" em 2001 e estreou oficialmente no drama de televisão Imperador do Mar (título em inglês:Emperor of the Se) em 2004. Ela interpretou seu primeiro papel principal no filme de 2006 o primeiro amor de um milionário (título em inglês:A Millionaire's First Love).
Lee nasceu no Condado de Haenam, Coreia do Sul e cresceu em Bundang.
Em 2002, Lee assinou com êxito um contrato com SM Entretenimento depois que ela ganhou na categoria de "Melhor Filme" no concurso SM Entertainment Melhor Juventude. Para o concurso, ela agiu como um monólogo, cantando Dana The Grace's "Until the End of the World", e também fez modelagem estilo livre poses. Depois que ela entrou na empresa, ela começou a ter aulas de treinamento intenso em atuar, cantar, e dançar.

## Carreira
Logo depois ela se juntou à SM Entertainment, Lee começou sua carreira por estrelar em vídeos de música para artistas da SM, como a boy band TVXQ, Lua Heejun, Kangta, Shinhwa e Fly to the Sky, ultrapassando artistas da SM Kim Bomi (do grupo sul-coreano M.I.L.K.) e Lee Jiyeon (vulgarmente conhecido como Lina, de CSJH The Grace) como "The SM music video girl". No espaço de um ano, ela estrelou em oito vídeos de música em comparação com Kim Bomi de Lee e Jiyeon de cinco cada um dentro de dois anos. Embora Lee tinha trabalho relativamente estável entre a modelagem em revistas, anúncios comerciais e aparecendo em vídeos de música, ela não estreou oficialmente até o final de 2004. Em novembro, ela tinha assumido um papel na popular drama histórico Emperor of the Sea, e foi apresentado um alguns meses mais tarde, nos últimos episódios do drama diário My Lovely Family. Seu papel posterior em Ressurreição (Resurrection) elevou o número de suas aparições teatrais para três. Lee manteve ocupado durante todo o resto de 2005 por filmar muitos comerciais e modelagem para várias revistas. Lee também estava no primeiro line-up do Girls 'Generation durante o processo de criação do grupo. Depois de ser cortado do grupo, ela decidiu continuar sua carreira como atriz.
A grande chance de Lee veio na formação do filme A Millionaire's First Love, onde desempenhou um papel de liderança ao lado do ator popular, Hyun Bin. Lee resolveu "agir o mais forte que puder com tudo o que ela aprendeu" para sua estreia no cinema. Através do filme, ela também fez sua estreia como cantora, cantando "Do-Re-Mi" de The Sound of Music e Insa na trilha sonora original do filme.
O nome de Lee como "The SM music video girl" tornou-se mais evidente depois do labelmate Zhang Liyin 2006 "Timeless" música de vídeo, onde ela estrelou ao lado de Super Junior Han Geng e de Choi Siwon. Dois anos depois, o trio se reuniu para "I Will" e "The Left Shore of Happiness" de Zhang, que foram liberados no início de 2008 na China e semanas mais tarde na Coreia. Juntos, os internautas comummente denominado o trio como "The Cast Timeless". Ela mais uma vez reprisou seu título em 2010, jogando um anjo no grupo de projeto da gravadora SM A Balada do vídeo da música para seu single de estreia "Miss You".
Em 2009, ela estrelou como um dos o elenco principal em East of Eden. Infelizmente sua atuação na série foi mal recebido, muitos chamaram a mesma de "fraca" e "não vivem até seu pleno potencial". Como cantora, ela foi destaque no terceiro álbum do Super Junior Sorry Sorry.
Ela participou da SMTown Vivo '10 World Tour. Suas performances durante a turnê incluiu um cover da música "Slow Motion", que foi originalmente cantada por Karina Pasian.
Em 2011, como uma celebração por seu 23º aniversário, a atriz realizou um encontro de fãs / exposição de fotografia (fan meeting). A exposição passou pelo nome de 'Time' e foi realizada de 11 de fevereiro a 13. Durante a exposição, a estrela recebeu muita atenção da imprensa, bem como visitas especiais de amigos e colegas de gravadora.